# Tauraco
Tauraco è un genere di uccelli musofagiformi della famiglia Musophagidae.

## Descrizione
Le specie appartenenti a Tauraco sono i tipici turachi verdi; anche se spesso la loro livrea non è del tutto verde, la forte presenza della turacoverdina (unico pigmento verde tra gli uccelli) li separa dalle altre specie della famiglia. 
Si cibano prevalentemente di frutti, in piccola parte di foglie e germogli. Occasionalmente si nutrono anche di insetti.
Costruiscono un nido di rametti sugli alberi e vi depongono 2-3 uova.
Le specie sono stanziali e vivono in zone boschive, nella savana e nelle foreste.

## Specie
Questo genere è suddiviso in 14 specie:
- Tauraco
  - Turaco verde o Turaco di Guinea (Tauraco persa)
  - Turaco di Livingstone (Tauraco livingstonii)
  - Turaco di Schalow (Tauraco schalowi)
  - Turaco verde del Sudafrica (Tauraco corythaix)
  - Turaco becconero (Tauraco schuettii)
  - Turaco di Fischer (Tauraco fischeri)
  - Turaco beccogiallo (Tauraco macrorhynchus)
  - Turaco crestabianca (Tauraco leucolophus)
  - Turaco di Bannerman (Tauraco bannermani)
  - Turaco crestarossa (Tauraco erythrolophus)
  - Turaco di Hartlaub (Tauraco hartlaubi)
  - Turaco guancebianche (Tauraco leucotis)
  - Turaco di Ruspoli (Tauraco ruspolii)
  - Turaco crestaviola (Tauraco porphyreolophus)